# 차량 부제 운행
차량 부제 운행은 하루씩 번갈아가며 어느 특정 그룹으로 묶을 수 있는 차량의 운행을 제한하는 제도이다. 그룹은 주로 차량 번호의 끝자리로 묶는다.

## 종류
운행 제한 그룹의 수에 따라 대개 아래와 같이 나뉜다.
2부제
- 끝자리 번호를 다섯 개씩 두 개의 그룹으로 만든다. 이때 그룹이 홀수 그룹(끝자리가 1, 3, 5, 7, 9)과 짝수 그룹(끝자리가 2, 4, 6, 8, 0)으로 나뉘기 때문에 홀짝제라고도 불린다.

5부제
- 끝자리 번호를 두 개씩 정해 다섯 개의 그룹으로 만든다.

10부제
- 끝자리 번호를 한 개씩 정해 열 개의 그룹으로 만든다

제한 그룹을 정하는 기준은 대개 날짜에 따른다. 예를 들어, 아래와 같다.
| 날짜   | 1   | 2   | 3   | 4   | 5   | 6   | 7   | 8   | 9   | 10  | 11  | 12  | 13  | 14  | 15    | 16  |
| 2부제  | 홀  | 짝  | 홀  | 짝  | 홀  | 짝  | 홀  | 짝  | 홀  | 짝  | 홀  | 짝  | 홀  | 짝  | 홀    | 짝  |
| 5부제  | 1·6 | 2·7 | 3·8 | 4·9 | 5·0 | 1·6 | 2·7 | 3·8 | 4·9 | 5·0 | 1·6 | 2·7 | 3·8 | 4·9 | 5·0   | 1·6 |
| 10부제 | 1   | 2   | 3   | 4   | 5   | 6   | 7   | 8   | 9   | 0   | 1   | 2   | 3   | 4   | 5     | 6   |
|        |     |     |     |     |     |     |     |     |     |     |     |     |     |     |       |     |
| 날짜   | 17  | 18  | 19  | 20  | 21  | 22  | 23  | 24  | 25  | 26  | 27  | 28  | 29  | 30  | 31    |     |
| 2부제  | 홀  | 짝  | 홀  | 짝  | 홀  | 짝  | 홀  | 짝  | 홀  | 짝  | 홀  | 짝  | 홀  | 짝  | 해 제 |     |
| 5부제  | 2·7 | 3·8 | 4·9 | 5·0 | 1·6 | 2·7 | 3·8 | 4·9 | 5·0 | 1·6 | 2·7 | 3·8 | 4·9 | 5·0 | 해 제 |     |
| 10부제 | 7   | 8   | 9   | 0   | 1   | 2   | 3   | 4   | 5   | 6   | 7   | 8   | 9   | 0   | 해 제 |     |

- 2부제의 경우, 상기 표와 같이 날짜와 차량번호를 일치하여 제한하는 방식을 네거티브(negative), 홀짝 날짜에 차량번호가 같게 운행하게끔하는 방식을 포지티브(positive)라 이른다. 대한민국 행정안전부는 2008년 7월 15일부터 차량 2부제를 시행하는데 포지티브 방식을 채택하여, 15일일 경우 차량번호가 짝수인 차량은 공공 기관에 출입할 수 없도록 하였다(홀수인 차량만 출입이 가능하다).
- 5부제의 경우, 요일을 따르는 게 더 일반적이다.

| 요일  | 월  | 화  | 수  | 목  | 금  | 토·일 |
| 5부제 | 1·6 | 2·7 | 3·8 | 4·9 | 5·0 | 해제  |

## 부제 운행 제외 차량
｢공공기관 에너지이용합리화 추진지침(국무총리 지시, ‘08.6.12)｣ 제29조 제1항에 따라 다음의 차량은 부제 운행의 제한을 받지 않는다.
소관업무가 국무총리실에서 산업통상자원부로 이관됨에 따라 미이행 기관 또는 미이행직원에 대하여 강력한 제제(감사 또는 행정지도)에서 자율이행으로 바뀌었다.

[출처] 공공기관 에너지이용 합리화 추진에 관한 규정
- 경차
- 장애인사용 승용차(국가유공자 자동차표지 부착차량 포함)
- 긴급 자동차
- 보도용 자동차
- 외교용 자동차
- 군용 자동차
- 경호용 자동차
- 화물 자동차
- 특수 자동차
- 승합 자동차(11인승 이상)
- 하이브리드차
- 임산부 및 유아 동승차량

공공기관 에너지이용 합리화 추진에 관한 규정 제17조 ② 제1항의 단서에도 불구하고 공공기관 종사자가 소유한 화물 자동차, 승합 자동차는 승용차요일제를 제외하지 아니한다.
즉, 공공기관근무자가 출퇴근목적으로 사용하는 자동차는 제외대상이 아니라 승용차 요일제 해당한다.

## 같이 보기
- 승용차 없는 날